# サバ郡
サバ郡（サバぐん、Saba）は、ブルネイ・ダルサラーム国ブルネイ・ムアラ地区の郡。サバ郡は6つあるカンポン・アイール（水上集落）のうちの1郡である。カンポン・アイールの郡はいずれも面積が狭く、水上で結合している。サバとはマレー語で上流という意味である。
カンポン・アイールはブルネイの首都・バンダルスリブガワンの中央、ブルネイ川上にある。サバ郡はその一部であり、カンポン・アイール自体で1つの郡と見なされている。北と東はキアンゲ郡、南と西はスンガイ・ケブン郡と接する。

## 村
サバ郡は以下の村から構成される。
- サバ・ウジョン村（Kampong Saba Ujong）
- サバ・ダラットA村（Kampong Saba Darat 'A'）
- サバ・ダラットB村（Kampong Saba Darat 'B'）
- サバ・テンガー村（Kampong Saba Tengah）
- サバ・ラウト村（Kampong Saba Laut）